# Sfärisk jord

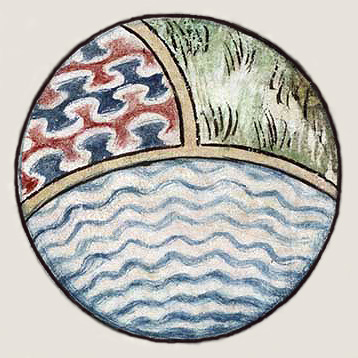
Medeltida konstnärs föreställning av en sfärisk jord – med jord, luft och vatten (cirka 1400).

Teorin om en sfärisk jord (även rund jord) daterar sig tillbaka till de gamla grekernas filosofi, runt 500-talet före Kristus, men förblev ett ämne för filosofisk spekulation fram till 200-talet före Kristus då hellenistisk astronomi började anta att jordens form som sfärisk var given. Teorin spred sig sedan runt i Gamla världen under romartiden och Medeltiden. En praktisk demonstration av jordens klotformighet gjordes med Ferdinand Magellans och Juan Sebastián de Elcanos världsomsegling (1519−1521).
Jorden framställdes tidigare i den gamla mesopotamiska mytologin som en platt skiva som flöt runt i vattnet, omringad av en sfärisk himmel, vilket visar sig genom tidiga världskartor som de av Anaximander och Hekataios av Miletos. Andra tidigare spekulationer handlade antingen om en ziggurat eller ett kosmiskt berg, som i religiösa skriften Avesta och Persiska riket, eller ett hjul, en skål, eller fyrkantig som i Rigveda.